# Las Crucecitas
Las Crucecitas är en ort i Mexiko.   Den ligger i kommunen Guasave och delstaten Sinaloa, i den västra delen av landet, 1 200 km nordväst om huvudstaden Mexico City. Las Crucecitas ligger 19 meter över havet och antalet invånare är 655.
Terrängen runt Las Crucecitas är mycket platt. Runt Las Crucecitas är det ganska tätbefolkat, med 100 invånare per kvadratkilometer. Närmaste större samhälle är Guasave, 3,3 km sydväst om Las Crucecitas. Trakten runt Las Crucecitas består till största delen av jordbruksmark.